# Terebella
Terebella (lateinisch terebella „Bohrerchen“ von terebra, „Bohrer“) ist der Name einer Gattung mariner Ringelwürmer aus der Vielborster-Familie der Terebellidae, die als Detritusfresser mit vielen dünnen Tentakeln in kleinen Wohnhöhlen am Meeresgrund oder Strand, oft in Felsspalten und Löchern von Felsen leben.

## Merkmale
Bei den Vielborstern der Gattung Terebella ist das quer verlaufende Prostomium mit der dorsalen Oberfläche der oberen Lippe verbunden, der untere Teil wie ein dicker Kamm, der distale Teil sockelartig. Oft trägt das Prostomium auch Augenflecken. Nahe dem Mund sitzen zahlreiche einheitlich zylindrische Buccal-Tentakel mit einer Wimpernrinne und einer kompakten Tentakelmembran. Das Peristomium ist zu erweiterten Lippen reduziert, einer vergleichsweise kurzen, haubenartigen Oberlippe und einer großen, knopf- bis kissenförmigen Unterlippe. Das auffällige 1. Segment ist oben schmal und unten erweitert, oft mit einem niedrigen Lappen in der Mitte der Bauchseite randständig zum Mund, während an den anderen vorderen Segmenten solche Lappen fehlen. Die Bauchseite der Vordersegmente ist hochgradig drüsig mit unauffälligen, glatten bis feingekerbten, rechteckigen bis trapezoidförmigen Schildchen in der Mitte des Bauches.
Am 2., 3. und 4. Segment sitzen zweiästig verzweigte Kiemen. Den Parapodien fehlen Seitenlappen. Vom 4. Segment an gibt es kegelförmige Notopodien mit Borsten, die distal entlang eines Randes gesägt sind. Vom 5. Segment, also 2. borstentragenden Segment an gibt es Neuropodien in Form niedriger, sitzender Kämme mit hakenförmigen Borsten, die an den ersten 7 derartigen Segmenten in einfachen Reihen, dann in Doppelreihen und am Abdomen wieder in einfachen Reihen sitzen. Vom 3. Segment an sind Nephridial-Papillen vorhanden, vom 6. Segment an jeweils zwischen den Parapodienlappen zudem Genitalpapillen, die sich über eine wechselnde Anzahl an Segmenten erstrecken. Das Pygidium ist glatt bis feingekerbt.
In der Natur sind von den Ringelwürmern der Gattung Terebella nur die Tentakel zu sehen, die sie aus ihren Wohnhöhlen herausstrecken. Deswegen werden einige Arten dieser Gattung als „Spaghettiwurm“ bezeichnet, während die Bezeichnung Schopfwürmer für die gesamte Familie der Terebellidae verwendet wird.

## Verbreitung, Lebensraum und Lebensweise
Die Vielborster der Gattung Terebella sind in Meeren weltweit verbreitet. Viele Arten wie etwa Terebella lapidaria leben in Felsspalten und Löchern im Felsen. Sie ernähren sich von Detritus und Kleinstlebewesen, die sie mit ihren Tentakeln einsammeln.

## Entwicklungszyklus
Die Terebella sind, soweit bekannt, getrenntgeschlechtlich. Weibchen und Männchen geben ihre Gameten ins freie Meerwasser ab, wo die Befruchtung stattfindet. Aus den Zygoten entwickeln sich frei schwimmende Trochophora-Larven, die nach einer pelagischen, bei Terebella lapidaria etwa zwei Monate dauernden Phase niedersinken und zu kriechenden Würmern metamophorsierten.

## Arten
Zur Gattung Terebella werden folgende 42 Arten gezählt:
- Terebella aberrans Fauvel, 1949
- Terebella alata Grube, 1858
- Terebella annulifilis Grube, 1872
- Terebella atricapilla Grube, 1870
- Terebella bilineata Baird, 1865
- Terebella biseta Lamarck, 1801
- Terebella cancellata Bather, 1911
- Terebella chilensis Hartmann-Schröder, 1962
- Terebella copia Hutchings, 1990
- Terebella ehlersi Gravier, 1907
- Terebella ehrenbergi Gravier, 1906
- Terebella frondosa Grube, 1859
- Terebella fulgida Agassiz, 1851
- Terebella gigantea Montagu, 1819
- Terebella gorgonae Monro, 1933
- Terebella haplochaeta (Ehlers, 1904)
- Terebella hesslei Annenkova-Chlopina, 1924
- Terebella inversa (Willey, 1905)
- Terebella jinhuensis Yu & Wang, 1981 †
- Terebella lapidaria Linnaeus, 1767
- Terebella leslieae Santos, Nogueira, Fukuda & Christoffersen, 2010
- Terebella lewesiensis Davies, 1879 †
- Terebella littoralis Dalyell, 1853
- Terebella lutensis Bather, 1911
- Terebella muliarrus Hutchings, 1993
- Terebella ochroleuca Grube, 1870
- Terebella orotavae (Langerhans, 1881)
- Terebella panamena Chamberlin, 1919
- Terebella pappus Hutchings & Murray, 1984
- Terebella parvabranchiata Treadwell, 1906
- Terebella plagiostoma Schmarda, 1861
- Terebella pterochaeta Schmarda, 1861
- Terebella punctata Hessle, 1917
- Terebella quinqueseta Lamarck, 1801
- Terebella sarsii Grube, 1878
- Terebella schmardai Day, 1934
- Terebella stenotaenia Grube, 1872
- Terebella subcirrata Grube, 1872
- Terebella tantabiddycreekensis Hartmann-Schröder, 1979
- Terebella tilosaula Schmarda, 1861
- Terebella verrilli Holthe, 1986
- Terebella virescens Grube, 1870